# Magnus "Lill-Tidan" Johansson
Erik Göran Magnus "Lill-Tidan" Johansson, född 5 oktober 1964 i Göteborg, är en svensk tidigare fotbollsspelare och tränare. Som spelare var han med och vann Uefacupen med IFK Göteborg säsongen 1986/1987.
Johanssons far Nils "Tidan" Johansson spelade också fotboll, främst för IFK Göteborg (1955–1967) även han.